# Marcellinusz pápa
Szent Marcellinusz (latinul: Marcellinus), (kb. 250 – 304. április 26.) volt a 29. pápa a történelem során. Biztos adatokat az ő esetében sem sorakoztathatunk fel. 296. június 30-án választotta a római zsinat a keresztény egyház vezetőjének, és egészen haláláig maradt tisztségében.

## Élete
Pontifikátusának története gyakran összefolyik elődjének, Kájusznak a történetével, de utódjával, I. Marcell pápa uralkodásával is összefonódik Marcellinusz története. A hagyományok szerint Marcellinusz olyan korban lépett trónra, amikor Diocletianus még nem indította el a keresztények elleni véres hadjáratát. A birodalom terjeszkedett, és a béke fejlődést hozott a hatalmas ország területén. Az egyház pedig rengeteg embert megtérített. 302-ben azonban a császári hatalom szembefordult Marcellinusz egyházával.
Eleinte azt követelték, hogy a keresztény katonák álljanak ki a hadseregből. Később elkobozták az egyház tulajdonát, és az összes könyvet, szent iratot elégették. A végső fokozatban pedig Diocletianus vallásuk megtagadását követelte a keresztényektől. Aki nem engedelmeskedett, meghalt. Ebben a zavaros korszakban a pápai hatalom is megingott.
A Liber Pontificalis azt írja Marcellinuszról, hogy Diocletianus tőle is megkövetelte vallása megtagadását, és a pápa meg is tagadta kereszténységét, és áldozott a pogány istenek oltárán. Azonban kis idő múlva borzalmas lelki válságba került emiatt, és önként jelentkezett a császárnál, megerősítve Krisztusba vetett hitét. Ekkor több társával együtt vértanúhalált szenvedett. Egy 5. századi püspök, Petilianus feljegyzései szerint Marcellinusz az egyház megmaradt szent iratait és könyveit is kiszolgáltatta a császárnak, aki elégette azokat.
Uralkodása a keresztény egyház egyik legnagyobb erőpróbája volt, hiszen a hit a legfelsőbb rétegeknél is megingott. A Liber Pontificalis alapján 304. április 26-án vértanúságot szenvedett, és 25 nappal halála után temették el a Via Salaria menti Priscilla katakombákban. Ünnepét április 26-án tartják.

## Művei
- Documenta Catholica Omnia (latin nyelven). (Hozzáférés: 2011. december 6.)